# Paul Bäumer
Paul Wilhelm Bäumer (Meiderich, 11 maggio 1896 – Öresund, 15 luglio 1927) è stato un militare e aviatore tedesco, asso dell'aviazione durante la prima guerra mondiale con 43 vittorie, decorato con la Croce di Cavaliere dell'Ordine Pour le Mérite.

## Biografia

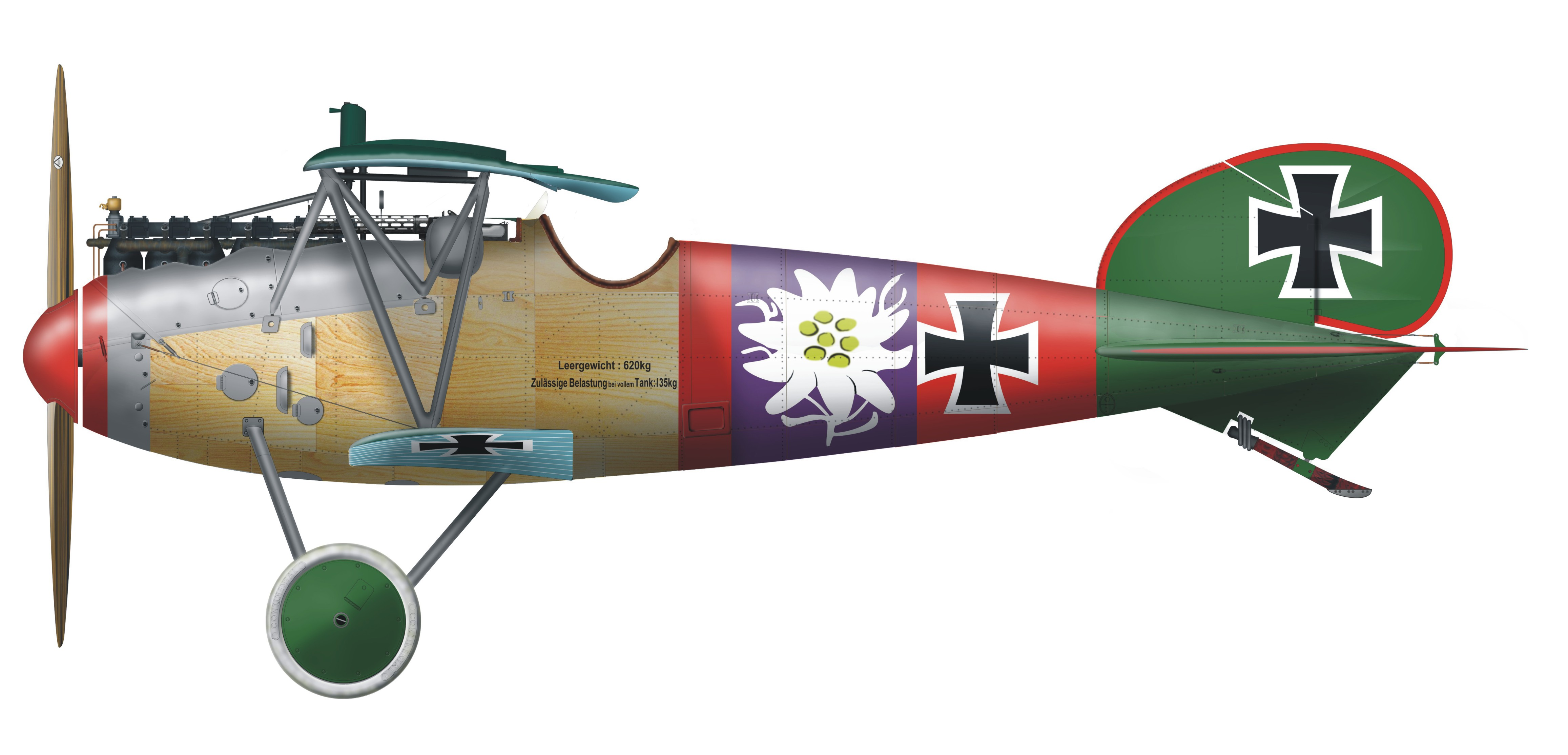
Il caccia Albatros D.V di Paul Bäumer.

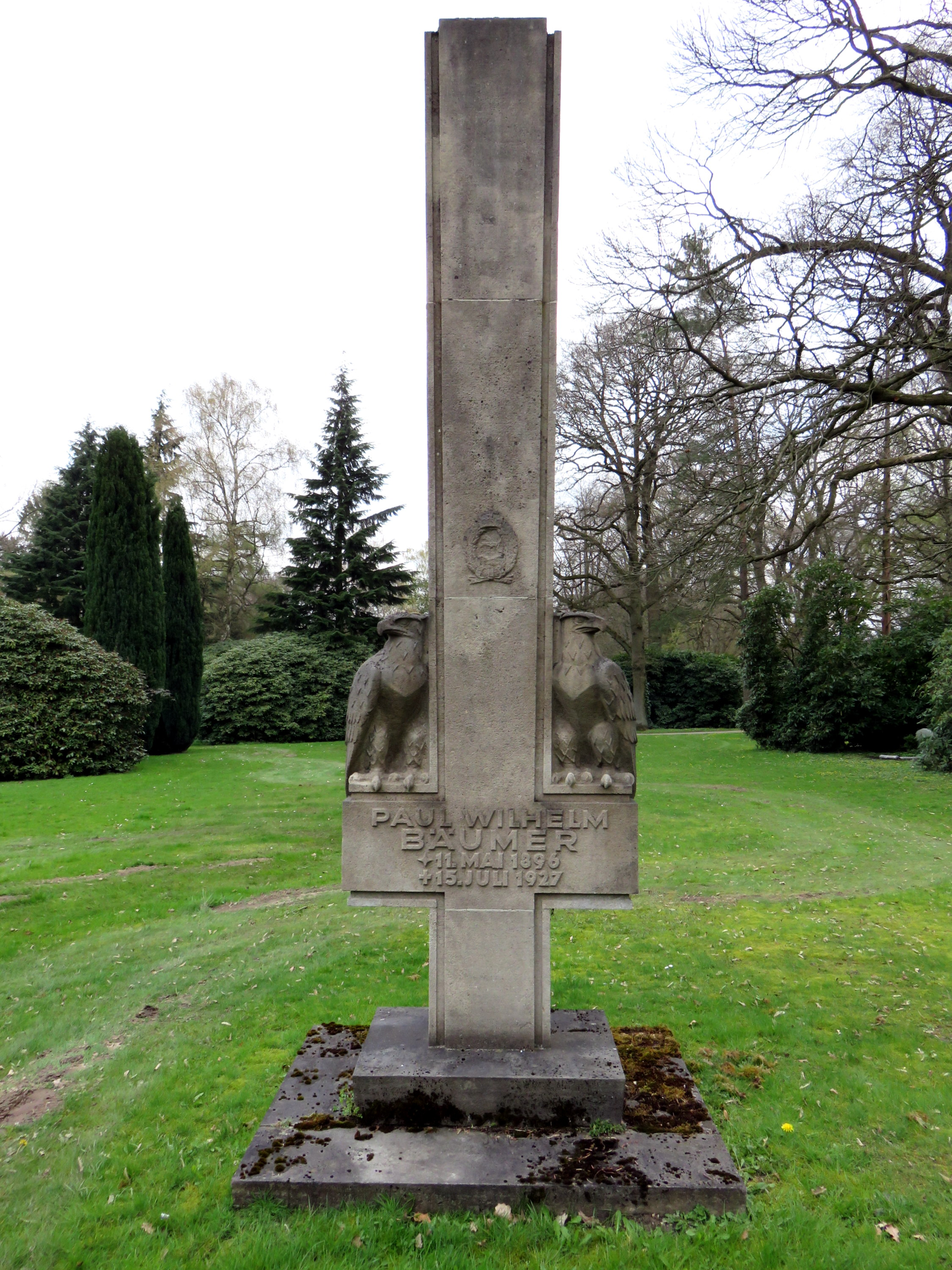
Tomba di Paul Bäumer presso il Cimitero di Ohlsdorf ad Amburgo.

Nacque a Meiderich l'11 maggio 1896. Da adolescente aveva viaggiato in bicicletta lungo le rive del lago di Costanza e aveva visto decollare uno zeppelin, appassionandosi subito al mondo dell'aviazione. Dopo aver frequentato la Volksschule imparò la professione di odontotecnico da Josef Winckler, un medico che in seguito divenne noto come scrittore. Con questa attività finanziò il proprio addestramento al volo e conseguì privatamente il brevetto di pilota nell'estate del 1914. Dopo lo scoppio della prima guerra mondiale cercò di arruolarsi volontario nella Kaiserliche Marine come Seefliegern, ma fu respinto. Arruolatosi nel Deutsches Heer fu assegnato a un battaglione di rimpiazzi del 8. Rheinische Infanterie-Regiment Nr. 70 a Saarbrücken, arrivando sul fronte occidentale dopo due mesi di addestramento. Si distinse il combattimento a St. Quentin, in Francia, e poi nella seconda battaglia dei laghi Masuri, sul fronte orientale. A Grodno rimase ferito da una pallottola all'avambraccio sinistro. Ripresosi dalla ferita ritornò in servizio presso il battaglione addestramento del reggimento rimanendovi sino a metà agosto del 1915, quando chiese, ed ottenne, il trasferimento nell'aviazione militare. Prestò inizialmente servizio come odontotecnico, iniziando la sua carriera di pilota militare solo quando disse al suo comandante che aveva già preso lezioni di volo prima della guerra. Nell'ottobre 1916 prestava servizio come pilota per il trasferimento degli aerei e istruttore di volo presso l'Armee Flugpark 1. Il 19 febbraio 1917 fu promosso gefreiter, il 26 marzo fu assegnato in servizio alla Flieger Abteilung 7, venendo promosso unteroffizier il 29 dello stesso mese.
Il 15 maggio 1917 fu insignito della Croce di Ferro di seconda classe, e successivamente ricevuto l'addestramento al pilotaggio di velivoli monoposto fu inviato al servizio presso i reparti da caccia. Si unì inizialmente alla Jagdstaffel 2, passando due giorni dopo, il 30 giugno 1917, alla Jagdstaffel 5, dove ottenne tre vittorie (12, 13 e 15 luglio) a spese di altrettanti palloni da osservazione, prima di ritornare nel mese di agosto alla unità di élite, la Jasta Boelcke. 
Continuò a conseguire vittorie, e il 12 febbraio 1918 fu insignito della Croce d'oro al merito militare e della Croce di Ferro di prima classe. Il 23 marzo conseguì la sua ventesima vittoria, e il 10 aprile fu promosso leutnant der reserve. Il 29 maggio il suo aereo, un Pfalz D.VIII, fu abbattuto prendendo fuoco mentre precipitava al suolo, ed egli dovette salvarsi lanciandosi con il paracadute rimanendo comunque ustionato. Rientrò al fronte nel mese di settembre, e volando su un Albatros D.V iniziò subito ad abbattere aerei nemici, arrivando a trenta abbattimenti il 29 settembre, quando conseguì una tripletta a spese di altrettanti De Havilland DH.9 del No.205 Squadron. Il 2 novembre 1918 con un Allerhöchste Kabinettsorder (A.K.O.) fu insignito della Croce di Cavaliere dell'Ordine Pour le Mérite, la più alta onorificenza militare prussiana. All'atto della cessazione delle ostilità aveva conseguito un totale di 43 vittorie aeree.
Dopo la guerra riprese il lavoro di odontotecnico e superò l'esame di dentista. Nell'ottobre 1922, insieme al compagno Harry von Bülow-Bothkamp (1897–1976), fondò la società di costruzioni aeronautiche "Bäumer Aero GmbH" ad Amburgo iniziando a lavorare come pilota acrobatico. Nel 1927 fu chiamato dall'industriale Adolf Rohrbach a collaudare il secondo prototipo del nuovo velivolo da caccia Rohrbach Ro IX Rofix. Mentre eseguiva un volo di prova prima della consegna dell'aereo all'aviazione turca, l'aereo precipitò in mare il 15 luglio 1927, a due chilometri dalla costa dell'Öresund, causando la morte del pilota. La salma fu poi tumulata nel Cimitero di Ohlsdorf ad Amburgo (luogo della tomba: H6 –188).

### Fonti
1. 1 2 3 4 5 6 7 8 9 10 11  Franks, Bailey, Guest 1993, p. 66.
2. 1 2  Möller 1935, pp. 32-33.
3. 1 2 3 4 5 6  Franks, Bailey, Guest 1993, p. 67.